# 和歌山競輪場
和歌山競輪場（わかやまけいりんじょう）は和歌山県和歌山市五筋目（いつすじめ）にある競輪場。施設所有および主催は和歌山県（和歌山市ほか4市開催は2002年3月で終了）。競技実施はJKA中日本地区本部近畿支部。

## 概要
和歌山競輪場は1949年12月に開設された。毎年1月10日前後には開設記念競輪（GIII）『和歌山グランプリ』が開催されている。2018年までの二日目の優秀競走（第12レース）では、世界遺産に認定された「熊野古道」にちなんで『熊野古道賞』の名称で行われていた。
1966年6月に、西日本の競輪場では初めて、第3、4コーナーサイドに電光式確定板を設置した。
特別競輪は、過去に準特別競輪（GII）のふるさとダービーが1995年と1996年の12月に開催され、いずれの大会も松本整が優勝した。特別競輪（GI）の開催実績はなかったが、2020年6月に高松宮記念杯競輪が開催され、これが和歌山で初めてのGI開催となった。なお、同大会はCOVID-19の流行と感染の拡大の防止の観点から、競輪のGI競走としては初めて無観客での開催として行われた。
実況は、テレビ和歌山の中村隆之アナウンサーや、同局が発注したオフィスエスワン（西森和也代表）の宮原英治、西森和也らのほか、スポットで岩原紗也香（普段は小松島を担当）も担当している。
2011年7月22日の開催より重勝式投票のKドリームスを発売している。トータリゼータシステムは日本トーターを採用している。
2020年度の第71回高松宮記念杯競輪を開催した関係で2021年年初の『和歌山グランプリ』は開催されなかったが、代わりに改修工事のため本場開催を休止中であった岸和田競輪場が当施設を借り上げ、同時期に『岸和田キング争覇戦in和歌山』として記念競輪を代替開催している。
2022年9月4日よりモーニング競輪を開始した。
2025年1月の開設記念終了後からバンクの改修工事に着手することになっており、その手前にバンク開放イベントを実施。このイベントの終了化をもって、本場開催を休止している。改修期間中の和歌山県営の開催については、他場（主に岸和田競輪場）を借り上げて行われる。のちに、同年12月8日からの開催で本場開催を再開する。。

### わかちゃん
マスコットキャラクターはみかんの「わかちゃん」で、2002年度に誕生した。これにちなんで2010年からは『わかちゃん杯争奪戦』が開催されている。
2025年現在、第2・4金曜日の17ː50～18ː00に和歌山放送ラジオで『和歌山けいりん・夕暮れわかちゃん倶楽部』という10分番組を放送しており、同局の事務局が「わかちゃんファンクラブ」という会を開いている。

### 地上波中継
2025年時点では、KEIRINグランプリ・GI決勝戦が全国テレビ放送される他は競輪の地上波中継は殆ど行われていないが、和歌山競輪場でのGIIIはテレビ局のテレビ和歌山、AMラジオ局の和歌山放送が地上波で中継を実施している。

## 所属選手
2024年1月時点で、和歌山を登録地としている選手は34名で、内訳はS級11名、A級1・2班13名、A級3班7名、L級3名。支部長は稲毛健太（97期）。

## バンク
400mを使用している。全国の競輪場の中で最後までクロソイド曲線のバンクを採用していたが、1999年のバンク全面改修工事の際にマッコーネル曲線に改修された。現在のバンクはクセのない走りやすいバンクで、直線も比較的長いため、どの脚質の選手でも実力を存分に発揮できるバンクとなっている。
2コーナーからバック直線にかけての裏側に紀の川が流れており、河口付近に位置することから海風が入り込んでくる影響がある。
バンク内には大型映像モニターはなく、決定表示盤である電光掲示板が3コーナーに1か所設置されているのみである。

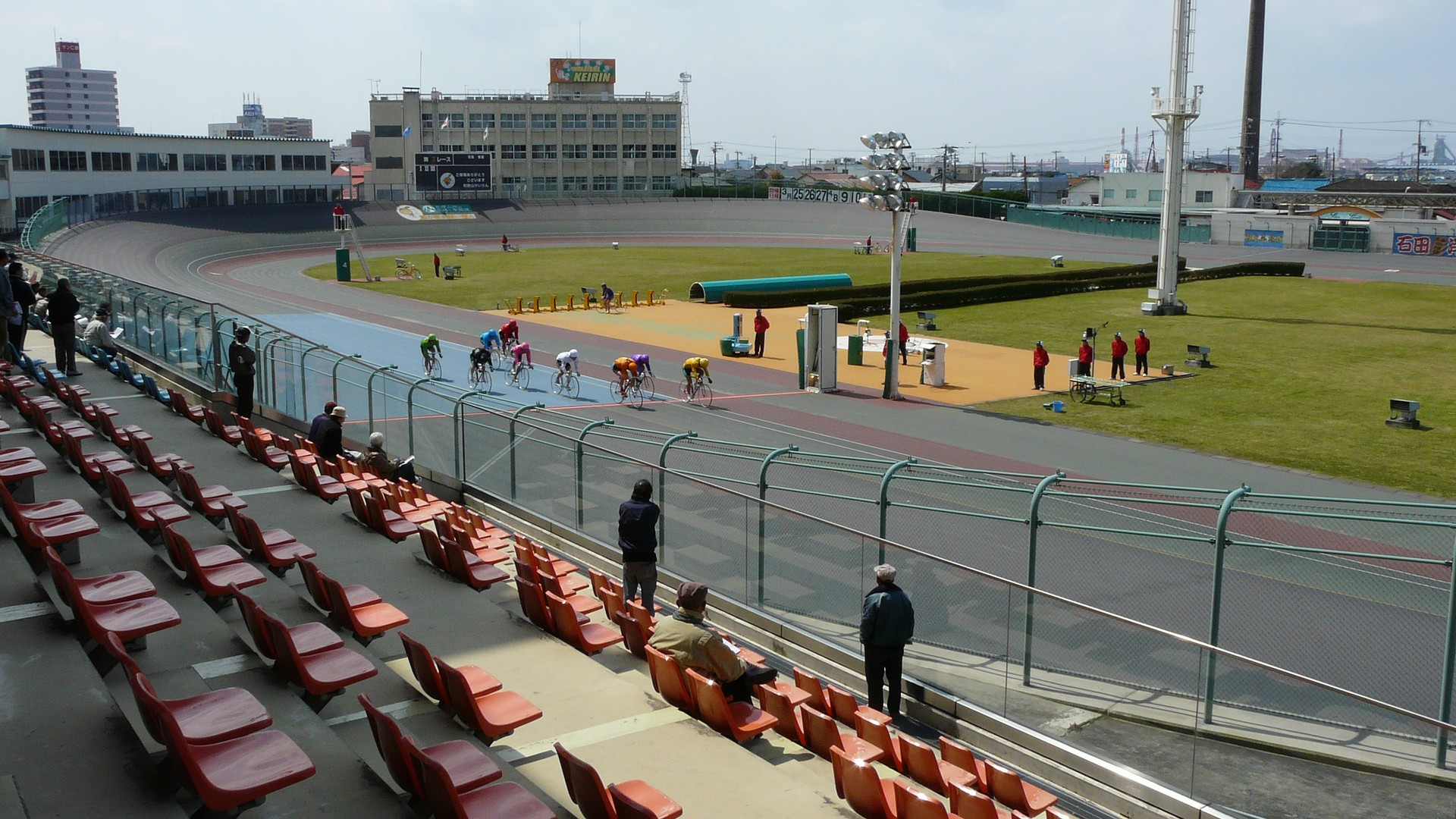
バンク
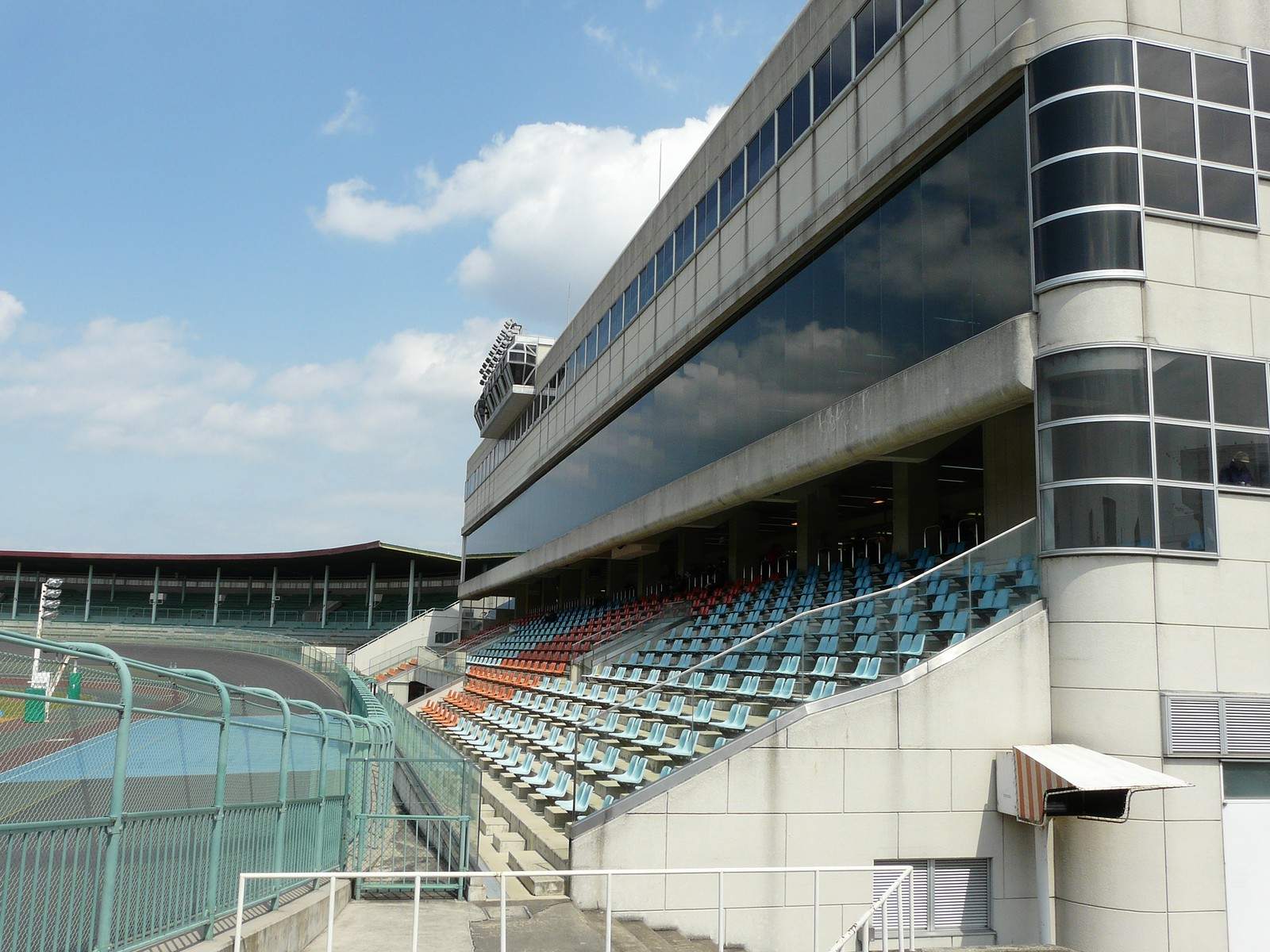
観客席
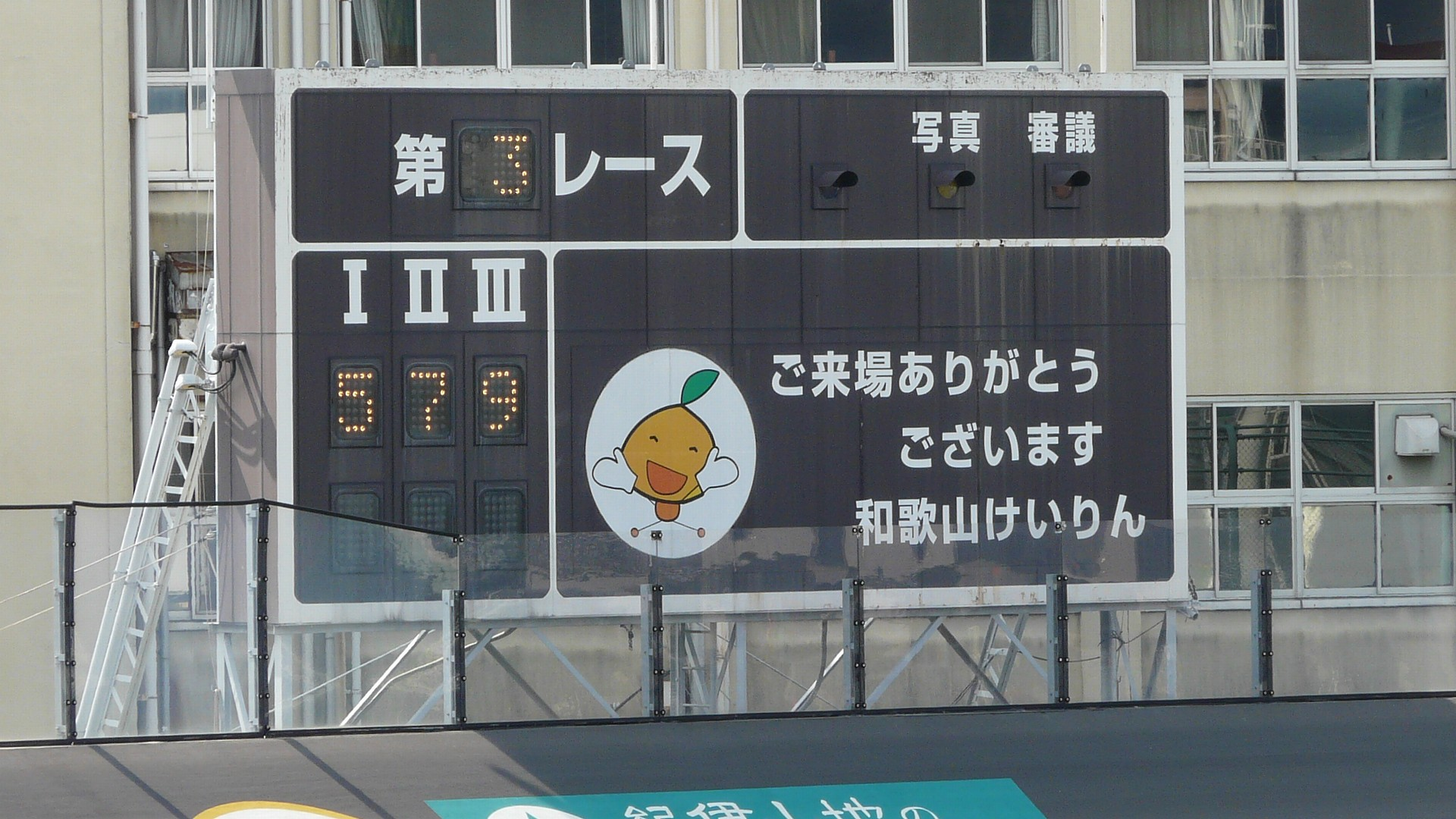
決定表示盤

## 交通アクセス
- 和歌山市駅から徒歩8分。

## 歴代記念競輪優勝者
| 年     | 優勝者     | 登録地 |
| ------ | ---------- | ------ |
| 2003年 | 新田康仁   | 静岡   |
| 2004年 | 小野俊之   | 大分   |
| 2005年 | 手島志誠   | 群馬   |
| 2006年 | 市田佳寿浩 | 福井   |
| 2007年 | 山内卓也   | 愛知   |
| 2008年 | 神山雄一郎 | 栃木   |
| 2009年 | 加倉正義   | 福岡   |
| 2010年 | 永井清史   | 岐阜   |
| 2011年 | 武田豊樹   | 茨城   |
| 2012年 | 山田裕仁   | 岐阜   |
| 2013年 | 武田豊樹   | 茨城   |
| 2014年 | 林雄一     | 神奈川 |
| 2015年 | 武田豊樹   | 茨城   |
| 2016年 | 郡司浩平   | 神奈川 |
| 2017年 | 中川誠一郎 | 熊本   |
| 2018年 | 東口善朋   | 和歌山 |
| 2019年 | 池田憲昭   | 香川   |
| 2020年 | 松浦悠士   | 広島   |
| 2022年 | 郡司浩平   | 神奈川 |
| 2023年 | 脇本雄太   | 福井   |
| 2024年 | 古性優作   | 大阪   |
| 2025年 | 古性優作   | 大阪   |
| 2026年 |            |        |
| 2027年 |            |        |

※1節4日間制開催となった、2002年4月以降の歴代記念競輪優勝者を列記。
2002年の52周年までは前後節3日間の計6日間で開催されていた。なお1982年の32周年後節は降雪のため開催が打ち切りに、また1989年の39周年後節は昭和天皇崩御のため中止となった。

### その他のG3
| 年     | 種別 | 開催名称                     | 優勝者   | 登録地 |
| ------ | ---- | ---------------------------- | -------- | ------ |
| 2023年 | G3   | 大阪・関西万博協賛競輪       | 金子幸央 | 栃木   |
| 2026年 | G3   | ワールドサイクリスト支援競輪 |          |        |

## 不祥事
同競輪場の管理職員（元・前事務所長）だった和歌山県の男性職員2人が、それぞれ2015年4月から2020年2月と、2019年4月から2020年9月にかけて、常習的に競輪の車券を、800 - 1,000レース分に亘って購入していたことが明らかになった。競輪関係業務に就いている公務員が車券を購入する行為は自転車競技法上の禁止行為であり、和歌山県は「不適切行為である」として、2021年10月6日付で、これら2職員を戒告処分とした。2人は「競輪の売り上げに貢献するため」と説明している模様である。